# Anton Buchmüller
Anton Buchmüller (* 13. Juni 1847 in Leoben; † 22. April 1924 in Wien) war Arzt und Abgeordneter zum Österreichischen Abgeordnetenhaus.

## Leben
Anton Buchmüller war Sohn des Schneiders Ignaz Buchmüller († 1876). Nach dem Besuch des Untergymnasiums im Stift St. Lambrecht ging er bis 1866 auf ein Obergymnasium in Graz. Ab 1866 studierte er Medizin an der Universität Graz und promovierte 1871 zum Dr. med. in Graz. Er wurde 1874 Werksarzt im Eisenwerk Donawitz und ab 1884 auch Gemeindearzt in Donawitz (heute ein Stadtteil der Stadt Leoben). Im Jahr 1905 ging er in den Ruhestand und übersiedelte im September 1918 nach Graz.
Er war Medizinalrat und Vizepräsident der steirischen Ärztekammer.
Anton Buchmüller war von 1905 bis 1907 Mitglied im steiermärkischen Landtag (IX. Wahlperiode). Im Jahr 1880 war er auch Gemeinderat und von 1887 bis 1918 Bürgermeister von Donawitz.
Er war römisch-katholisch und ab 1882 verheiratet mit Rosalia Mareck († 1891), mit der er vier Töchter und einen Sohn hatte, wobei eine Tochter jung verstorben ist. Nach dem Tod seiner Ehefrau heiratete er 1892 Leopoldine Schmatz. Er starb im Krankenhaus der Stadt Wien Lainz.

## Politische Funktionen
Anton Buchmüller war vom 17. Juli 1906 bis zum 30. Januar 1907 Abgeordneter des Abgeordnetenhauses im Reichsrat (X. Legislaturperiode) und vertrat dort für das Kronland Steiermark die Kurie Städte 3 (Bruck, Kapfenberg, Kindberg, Mürzzuschlag, Leoben, Trofaiach, Vordernberg, Eisenerz, Mautern, Aflenz, Mariazell, Frohnleiten, Deutschfeistritz, Übelbach, Gratwein). Er war der Nachfolger des verstorbenen Anton Walz.

## Klubmitgliedschaften
Anton Buchmüller war Mitglied im Verband der Deutschen Volkspartei.